# NGC 1432
NGC 1432 is een reflectienevel in het sterrenbeeld Stier die verlicht wordt door de ster Maia die behoort tot het Zevengesternte. Het hemelobject werd op 16 november 1885 ontdekt door de Franse astronomen Paul en Prosper Henry.

## Synoniemen
- LBN 772
- vdB 21